# Arthur da Silva Mariano
Arthur da Silva Mariano  (* 2. September 1997 in Ilha Solteira, São Paulo, Brasilien) ist ein brasilianischer Beachvolleyballspieler.

## Karriere
Nach wechselnden Partnern 2019 bildete Arthur mit Gustavo Albrecht Carvalhaes, genannt Guto, 2021 ein Beachvolleyballteam. Die beiden Brasilianer erreichten ihren gemeinsamen größten Erfolg gleich bei ihrem ersten Auftritt, als sie das Vier-Sterne-Turnier in Cancun als Fünfte beendeten. Zwei Wochen später am gleichen Ort wurden sie nur noch Siebzehnte ebenso wie im Juli des gleichen Jahres in Gstaad. Anschließend wechselte Guto zu Allison Cerutti, sodass sich Arthur Mariano einen neuen Partner suchen musste. Mit Adrielson Dos Santos Silva wurde er beim vier Sterne Event in Itapema Dreiunddreißigster. Im folgenden Januar gewannen die beiden ein nationales Turnier und belegten anschließend bei den Challenge Veranstaltungen in Tlaxcala und Itapema  den fünfundzwanzigsten und den neunzehnten Rang. Besser lief es bei den südamerikanischen Spielen mit der Bronzemedaille sowie beim Elite16 in Uberlândia, wo sie die Qualifikation überstanden und dadurch den geteilten dreizehnten Platz erreichten. Ende 2023 gelang ihnen ihr bis dahin größter gemeinsamer Erfolg, als sie im Viertelfinale beim letzten Elite16 des Jahres in  João Pessoa standen, ein Resultat, das sie im folgenden Jahr bei den gleichwertigen Events am selben Ort und zuvor in Hamburg wiederholen konnten. Ebenfalls 2024 wurden sie brasilianische Meister.